# أوتو فاربورغ
     لشخصية أخرى تحمل اسم أوتو فاربورغ، طالع أوتو فاربورغ (توضيح).

أوتو هاينريش فاربورغ (بالألمانية: Otto Heinrich Warburg) ـ (8 أكتوبر 1883 ـ 1 أغسطس 1970) عالم وظائف أعضاء وطبيب ألماني، حصل على جائزة نوبل في الطب سنة 1931 وذلك لاكتشافه طبيعة وطريقة عمل الأنزيم في الجهاز التنفسي.

## حياته
ولد أوتو فاربورغ في فرايبورغ بولاية بادن الألمانية في 8 أكتوبر 1883، وكان أبوه ـ إميل فاربورغ ـ فيزيائيًا بارزًا ينتمي إلى عائلة فاربورغ ذات المكانة في ألتونا بهامبورغ. تحول فاربورغ الأب إلى المسيحية بعد خلاف مع والديه اليهوديين المحافظين. أما أمه فكانت ابنة إحدى عائلات بادن البروتستانتية التي يعمل أبناؤها بالصيرفة والعمل الحكومي.
درس أوتو فاربورغ الكيمياء على يد العالم ذي الصيت الذائع إميل فيشر، وحصل على درجة الدكتوراه في الكيمياء في برلين سنة 1906، ثم تتلمذ على لودولف فون كريل (بالألمانية: Ludolf von Krehl) وحصل على شهادة الطب من هايدلبرغ سنة 1911.
عمل فاربورغ بين عامي 1908 و 1914 في محطة نابولي لعلم الأحياء البحرية في نابولي بإيطاليا، حيث أجرى بعض الأبحاث. وقُدّر له ـ بعد أن ترك المحطة ـ أن يعود إليها زائرًا أكثر من مرة، وأن يظل على صداقته لأسرة مدير المحطة طوال حياته.

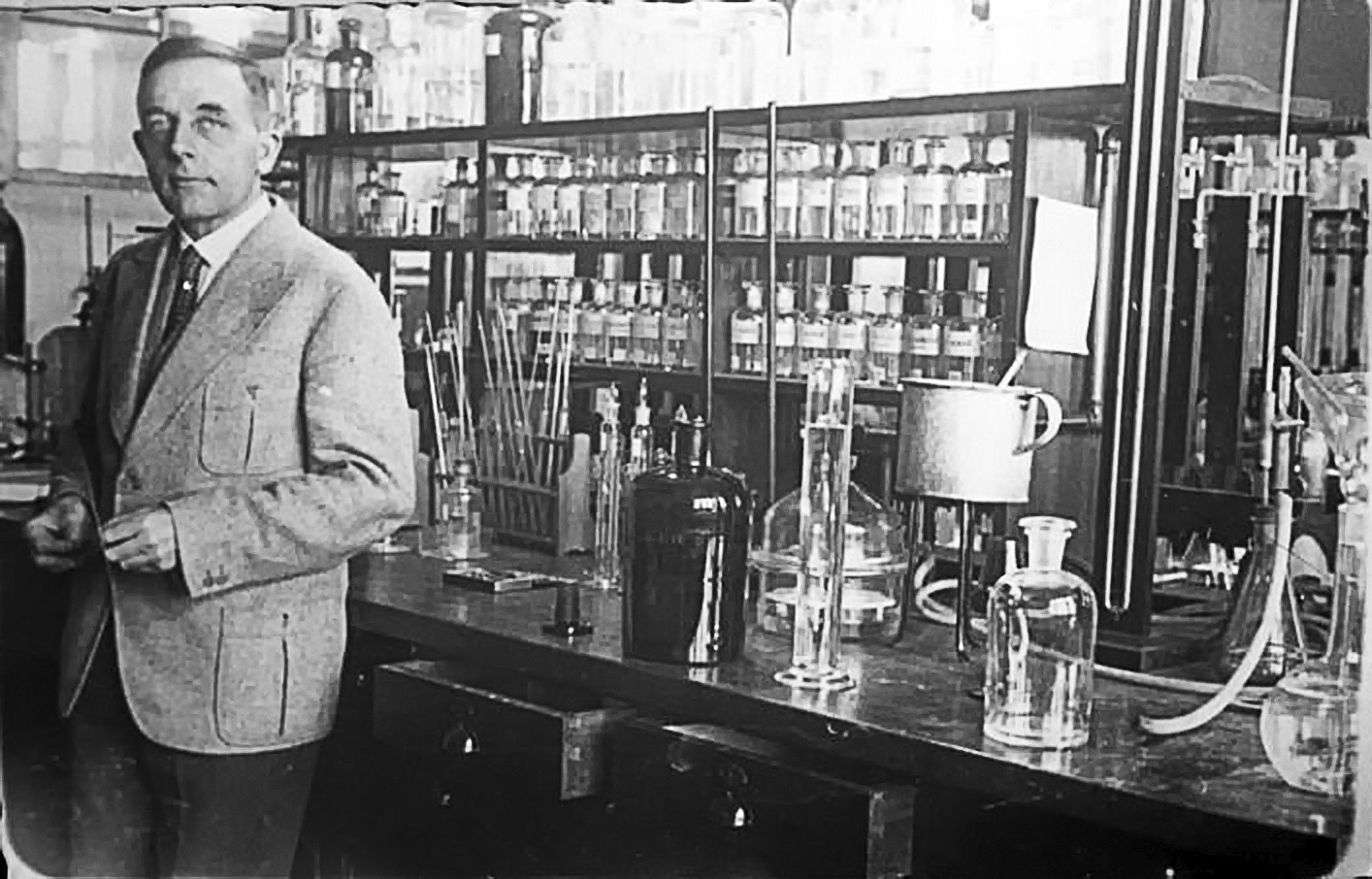
أوتو إتش واربورغ ، 1931

كان فاربورغ فارسًا، وظل يمارس الفروسية طوال حياته، وقد كان ضابطًا في سلاح الفرسان على الجبهة أثناء الحرب العالمية الأولى، وأهّله ذلك لنيل وسام الصليب الحديدي. وقد قال فاربورغ فيما بعد إن هذه التجربة كان لها الفضل في منحه رؤية عميقة في «الحياة الحقة» خارج حدود المؤسسة الأكاديمية. وقرب نهاية الحرب ـ عندما تأكد بما لا يدع مجالًا للشك أن دفة الحرب تنحو بعيدًا عن ألمانيا ـ كتب ألبرت أينشتين (الذي كان صديقًا لوالد فاربورغ) إلى فاربورغ ـ باسم أصدقائه ـ مناشدًا إياه ترك الجيش والعودة إلى المؤسسة الأكاديمية؛ لأن فقدان مواهبه بمثابة مأساة للعالم. وقد نشات فيما بعد صداقة بين فاربورغ وأينشتين، وكان لأبحاث أينشتين في الفيزياء أثر كبير على أبحاث فاربورغ الكيميائية.

## روابط خارجية
- أوتو فاربورغ على موقع الموسوعة البريطانية (الإنجليزية)
- أوتو فاربورغ على موقع مونزينجر (الألمانية)
- أوتو فاربورغ على موقع إن إن دي بي (الإنجليزية)